# Registerdata
Registerdata (under tiden også kaldet grunddata) dækker over den data, der lagres af typisk offentlige myndigheder i såkaldte registre. Registrene bruges til at føre statistik, forskning og administration. Typisk er indholdet individer, virksomheder eller jordstykker, men registrene indeholder alt fra CO2-kvoter, personskatter, virksomhedsregistrering, miljø- og klimaobservationer. I Danmark findes omfattende, offentlige registre, der løbende holdes opdateret, når mennesker for eksempel fødes eller virksomheder skifter ejere, og der findes lignende ordninger i Norge og Sverige. I andre lande som USA foretages folketællinger hvert 10. år.
Registerdata er en hyppigt anvendt kilde til empiri i dansk sundheds- og samfundsvidenskabelig forskning.

## Registerdata i Danmark
Danmark er kendetegnet internationalt ved at have tradition for at drive omfattende offentlige registre. Mest centralt står Det Centrale Virksomhedsregister (CVR) og Det Centrale Personregister (CPR), men der findes en lang række danske registre, der indeholder data om meget forskellige forhold.
Det er ofte muligt at tilgå de danske registre, hvis den relevante myndighed godkender en ansøgning herom. Statistikbanken, der er en bearbejdet og aggregeret indgang til visse offentlige statistikker, og Forskningsserviceenheden, der hjælper danske forskere med adgang til mikrodata, hører under Danmarks Statistik. Danmarks Statistik frigør en oversigt, Danmarks Datavindue, der skal simplificere ansøgningsprocessen til brug af data både hos Danmarks Statistik og andre dataudbydere. Danmarks Datavindue tages i brug sommeren og efteråret 2022. Andre indgange til de offentlige registre er Datafordeler drevet af Styrelsen for Dataforsyning og Infrastruktur og Den Offentlige Informationsserver drevet af Udviklings- og Forenklingsstyrelsen. Styrelser og ministerier såsom Børne og Undervisningsministeriet, Sundhedsdatastyrelsen og Erhvervsstyrelsen publicerer også data.
Det Koordinerende Organ for Registerforskning (KOR), der hører under Danish e-infrastructure Cooperation (DeiC), arbejder på at skabe sammenhæng mellem og overblik over de forskellige registre. Adgang til Grunddata har været behæftet med betaling, men i 2012 igangsatte Regeringen Helle Thorning-Schmidt, Kommunernes Landsforening og Danske Regioner Grunddataprogrammet, som øger kvaliteten, standardiserer formater og sikrer fri udstilling af grunddata for både private virksomheder, offentlige myndigheder og borgere. Frigivelsen omfattede dog ikke personfølsomme data som dem der findes i Det Centrale Personregister (CPR).
Herunder følger eksempler på danske registre:
- Det Centrale Virksomhedsregister (CVR)
- Det Centrale Personregister (CPR)
- Bygnings- og Boligregistret (BBR)
- Danmarks Administrative Geografiske Inddeling (DAGI)
- Danmarks Adresseregister (DAR)
- Ejendomsbeliggenhedsregistret (EBR)
- Ejendomsvurdering (VUR)
- Det Centrale Kriminalregister
- Rigspolitiets Offerregister
- Landspatientregisteret
- Det Psykiatriske Centrale Forskningsregister
- Ulykkesregistret
- Dødsårsagsregisteret
- Cancerregisteret
- Lægemiddelstatistikregisteret
- Behandlingstestamenteregisteret
- Organdonorregisteret
- Vævsanvendelsesregisteret
- CO2-kvoteregisteret

Grønlands Statistik udgiver statistik i aggregeret form og som mikrodata om grønlandske forhold. Den grønlandske Statistikbanken er tilgængelig for alle.

## Registerdata i Skandinavien
Ligesom i Danmark, pågår der en simplificeringsproces i Norge, Sverige, Finland og Island, hvor adgangen til offentlige registerdata bliver gjort mere overskuelig og offentlig tilgængelig.
I Norge er hjemmesiden microdata.no hørende under Statistisk Centralbureau ment som en samlet indgang til detaljerede og koblingsbare mikrodata blandt andet om finansielle, ansættelsesrelaterede, demografiske og uddannelsesrelaterede informationer. Statistisk Centralbureau tilbyder også aggregerede data om norsk demografi og økonomi igennem Statistikkbanken. Brønnøysundregistrene indeholder data om norske virksomheder, og Norsk pasientregister rummer data om sundhedsforhold.